# Anton Ferdinand Titz
Anton August Ferdinand Titz (Norimberga, 1742 – San Pietroburgo, 1810) è stato un violinista, compositore e violista d'amore tedesco. Attivo principalmente alla corte zarista a San Pietroburgo, è noto soprattutto per i suoi quartetti per archi, i primi nella storia musicale russa. Abile insegnante ed apprezzato violinista, Titz era rinomato in particolare per la sua abilità e sensibilità nell'adagio e nei passaggi cantabili. È stato spesso confuso con Ludwig Tietz, violinista di Dresda.

## Biografia
Non rimangono molte notizie biografiche sul compositore. Una delle fonti principali è una biografia, pubblicata nel 1842 per il centenario della sua nascita da un periodico teatrale edito a San Pietroburgo e firmata N.M. (che probabilmente sta per Nikolaj Melgunov).
Titz è nato a Norimberga dove, rimasto orfano in tenera età, è stato allevato dallo zio Johann Cristoph Dietzsch. Questi ha cercato di avviarlo alla pittura, abbandonandolo in seguito poiché il ragazzo non mostrava talento e interesse verso la disciplina. È stato successivamente accolto da una zia nubile, Barbara Regina Dietzsch, che ha sostenuto i suoi studi musicali. Il giovane Titz ha preso lezioni di violino e all'età di sedici anni suonava presso la chiesa di San Sebaldo, dove ha ottenuto il ruolo di primo violino.
Titz si è trasferito a Vienna intorno ai vent'anni, in seguito ad una sfortunata vicenda amorosa. Nella capitale austriaca, dove ha soggiornato e lavorato per una decina d'anni, ha stretto amicizia con Gluck, grazie al quale è poi entrato nell'orchestra dell'Opera di Vienna nel 1762, e ha collaborato anche alle "accademie musicali" organizzate dal principe Lobkowicz e probabilmente anche a quelle del principe Dmitrij Vladimirovič Golicyn, diplomatico russo presso la corte viennese. Nella capitale austriaca ha forse intrapreso degli studi con Haydn. Titz è stato sentito in concerto dal magistrato russo Pëtr Aleksandrovič Sojmonov, il quale è rimasto colpito al punto da invitarlo in Russia.
Titz ha accolto l'invito e, nel 1771, è divenuto membro della cappella di San Pietroburgo, alla corte di Caterina la Grande, nella quale ha lavorato per i successivi quarant'anni e presso la quale era il musicista più pagato. È stato anche insegnante presso la vicina scuola teatrale, dove ha dato lezioni di violino al granduca Alessandro Pavlovič, futuro zar Alessandro I, al quale dedicherà anche tre dei suoi quartetti. Negli anni ottanta ha costituito l'orchestra da camera di corte, della quale è stato direttore, riportando in auge la musica da camera occidentale presso la corte russa. Egli veniva infatti descritto come troppo timido, a dispetto delle sue doti tecniche, per fare il solista, ma notevolmente incline alle esibizioni cameristiche.
È stato attivo anche come concertista e suonava soprattutto a corte (principalmente il violino e la viola d'amore), tuttavia sono state piuttosto rare le sue apparizioni sul palco in pubblico (è documentata una esecuzione pubblica nel 1782), forse a causa del suo carattere introverso.
Dal 1797 ha cominciato a soffrire di disturbi mentali che ne minavano l'attività musicale. Alternava attacchi di profonda malinconia, che peggioravano con il passare del tempo e lo portavano a mantenersi in silenzio per lunghi periodi, atteggiamenti esageratamente sospettosi e una certa confusione mentale. Godeva tuttavia della protezione e dell'appoggio del senatore A. G. Teplov, musicista amatoriale a San Pietroburgo e dedicatario di tre suoi quartetti, e ha continuato a portare avanti i suoi incarichi musicali (nel 1799 era ancora membro dell'orchestra imperiale) e a suonare in pubblico.
Louis Spohr ha avuto modo di incontrarlo a San Pietroburgo tra il 1802 e il 1803, ma in quel periodo la sua tecnica esecutiva era già venuta meno. Spohr descrive il modo di suonare di Titz come antiquato e fuori moda, ma elogia la bellezza delle sue composizioni.

## Produzione compositiva

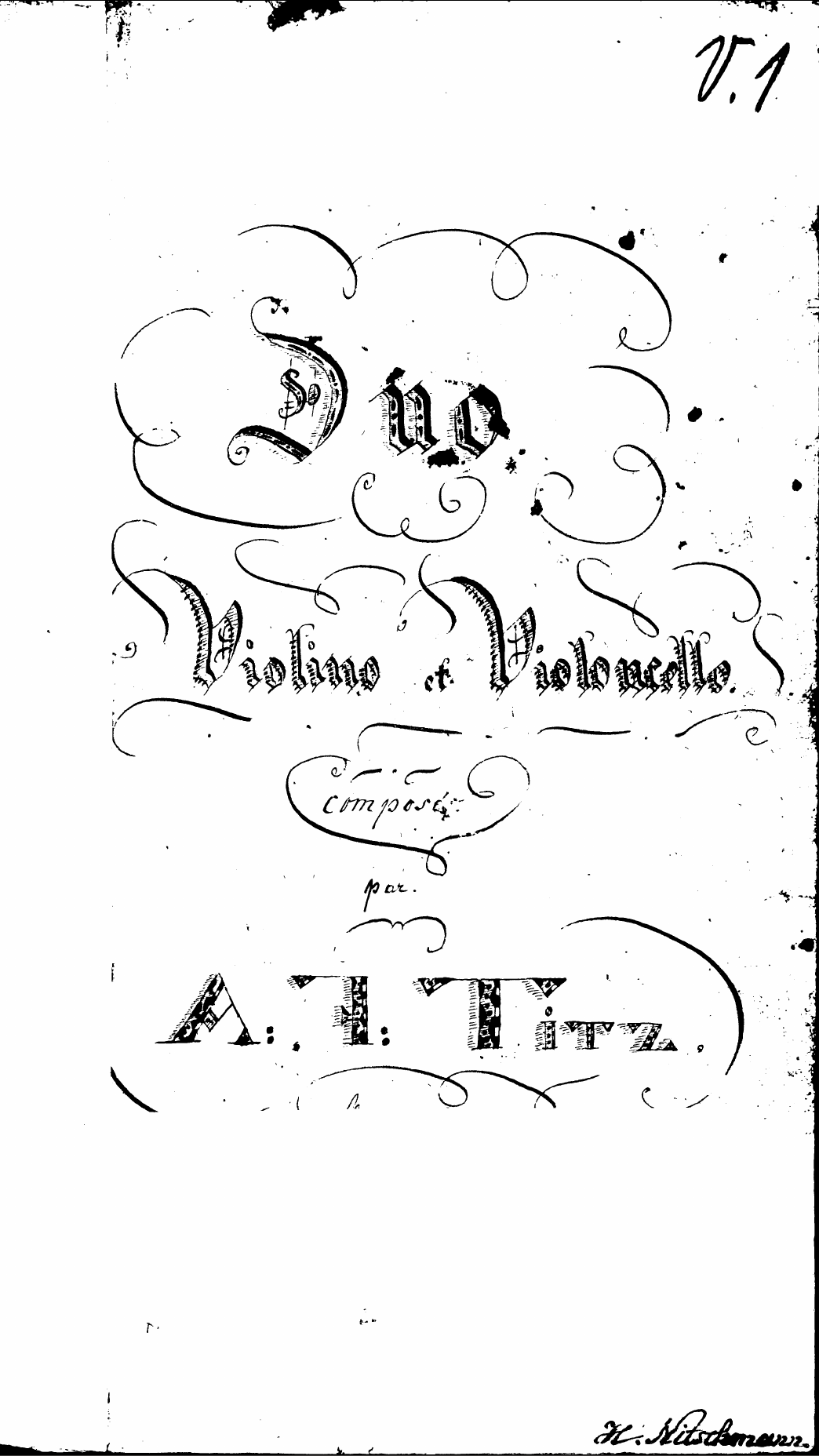
Frontespizio della parte di violino del duetto op. 2 per violino e violoncello.

La produzione compositiva di Titz non è stata particolarmente numerosa. Ha scritto delle sonate per violino e clavicembalo, un concerto per violino (in mi bemolle maggiore), alcuni duetti (per due violini e per violino e basso), quartetti e quintetti per archi e una sinfonia in tre movimenti. Diverse composizioni del suo periodo a San Pietroburgo sono andate perdute, tra i quali alcune composizioni vocali come Le pigeon bleu et noir gémit, una romanza che è stata piuttosto popolare in Russia fino alla metà del XIX secolo. La maggior parte delle sue composizioni erano lavori cameristici nello stile del classicismo viennese. Nel 2004 è stata pubblicata la prima incisione di sue musiche (il concerto per violino, la sinfonia, un duetto, un quartetto e un quintetto) e negli anni successivi sono stati registrati per la prima volta i suoi quartetti, eseguiti dal Quartetto Hoffmeister.
Titz ha avuto un ruolo molto significativo sia come compositore che come esecutore. Con le sue esibizioni ha messo in contatto il pubblico russo con lo stile del classicismo occidentale, che ha anche importato nelle sue composizioni, introducendo nella produzione russa la forma sonata ed elementi viennesi senza perdere l'individualità del suo stile, influenzato in maniera significativa dalla precedente tradizione russa.

## I quartetti per archi
Tra le composizioni più note di Titz vi sono i suoi quartetti per archi. Essi ambiscono ad essere composizioni drammatiche di ampia portata, nelle quali le tre voci superiori godono di ampia indipendenza. Titz può essere considerato fondatore di una tradizione quartettistica russa. In tali composizioni si riflette in maniera evidente l'abilità tecnica ed artistica del quartetto per il quale erano destinate, di cui Titz era primo violino, insieme con O.E. Teves o E.G.O. Raab (secondi violini), I.F. Stockfisch (viola) e A. Delfino (violoncello).
Secondo alcuni contemporanei "nulla era paragonabile ai suoi quartetti, usualmente suonati al Teatro dell'Ermitage o nelle stanze interne del palazzo alla presenza dell'Imperatrice". La zarina amava infatti ascoltare musica da camera nel suo palazzo, o seguire le lezioni di musica di Titz ai membri della corte appassionati di musica, tra i quali il principe Platon Zubov, il conte Aleksandr Stroganov e il futuro zar Alessandro I.

### Six Quatours (1781)
I suoi primi quartetti sono i Six Quatuors a Deux Violons, Viole et Basse, pubblicati da Artaria a Vienna nel 1781 e dedicati al principe Dmitrij Vladimirovič Golicyn. Non si conosce il periodo esatto di composizione, ma si ritiene siano stati scritti per i cameristi della corte di San Pietroburgo, e sono pertanto i primi quartetti per archi noti composti nell'impero degli zar. Queste composizioni risentono dell'influenza del primo classicismo viennese; il materiale tematico è esposto in sequenza variabile e non è presente lo schema della forma sonata. Alcuni quartetti, il n. 1 (do maggiore), n. 3 (sol maggiore) e il n. 5 (re minore), si compongono di soli due movimenti, il n. 2 (la maggiore) è in tre movimenti, mentre il n. 4 (do minore) e il n. 6 (mi bemolle maggiore) hanno già una struttura in quattro movimenti che caratterizza la produzione del tardo classicismo.

### Trois Quatours (1802)
La successiva pubblicazione sono i  Trois Quatuors pour Deux Violons, Alto & Violoncelle, pubblicati nel 1802 da Nikolaus Simrock a Bonn e Parigi, ristampati immediatamente a Lipsia da Breitkopf & Härtel e ripubblicati nel 1808 da Dittmar a San Pietroburgo. Questa raccolta è dedicata al recentemente incoronato zar Alessandro I. In questi quartetti l'ordine dei movimenti è variabile ma rimane comunque inquadrato nelle forme classiche.
Ne è un esempio il quartetto n. 1 (sol maggiore), il cui primo movimento si apre con una introduzione lenta e un allegro in sol maggiore, un secondo movimento lento in re maggiore (con una sezione centrale in re minore), seguito da un minuetto (sol maggiore) con trio in sol minore e un rondò finale in tonalità d'impianto. Nel movimento iniziale tutti gli strumenti hanno un ruolo significativo e possono mostrare la loro abilità, sia tecnica che espressiva. Il primo tema è esposto dal violoncello e viene variato dal primo violino e poi dalla viola. Il tema è accompagnato da una figurazione di semicrome, dalla quale i vari strumenti emergono per i rispettivi soli. Il secondo tema, breve e non particolarmente in contrasto con il primo, è affidato al secondo violino a battuta 79. È seguito da un passaggio di due battute del violoncello, che si ripete variato e porta poi, con un disegno di terzine, alla coda.
Il quartetto n. 3 (la minore) è in tre movimenti. Il primo movimento comincia con un siciliano affettuoso, una introduzione lenta, cui segue un allegro in forma sonata, con un primo tema drammatico in la minore, seguito da un secondo tema in do maggiore, sviluppo e ripresa con coda finale. Il movimento lento è una romanza in la maggiore, di carattere lirico, e il quartetto si conclude con una polonaise.

### Tre quartetti (1808)
Altri tre quartetti di Titz sono stati pubblicati a San Pietroburgo da Dittmar nel 1808. La raccolta è dedicata al senatore russo A. G. Teplov, ammiratore del violinista che ha sostenuto Titz negli ultimi anni della sua vita. Di questi quartetti era conosciuta un'unica copia, danneggiata al punto da non essere eseguibile, tuttavia una copia completa (proveniente dalla biblioteca privata di Nikolaj Karamzin) è stata riscoperta negli anni duemila presso la biblioteca di Ul'janovsk.

## Elenco di composizioni
| Composizione                                             | Opus  | Città           | Data       | Note |
| -------------------------------------------------------- | ----- | --------------- | ---------- | --- |
| Sei quartetti per archi                                  | op. 1 | Vienna          | 1781–9 ca. | Dedicati al principe Dmitrij Vladimirovič Golicyn.                                                                                               |
| Tre quartetti per archi                                  |       | Bonn            | 1802 ca.   | Dedicati allo zar Alessandro I; pubblicati nel 1802 circa a Bonn e Parigi da Simrock e ripubblicati poco dopo a Lipsia da Breitkopf & Härtel.    |
| Sei quartetti                                            |       |                 |            | Vienna, Österreichische Nationalbibliothek, Musiksammlung; tre sono stati pubblicati a San Pietroburgo da Dittmar, con dedica al senatore Teplov |
| Tre duetti con romanza e rondò, per due violini          |       | Vienna          | 1785 ca.   | |
| Sonate per clavicembalo o pianoforte e violino obbligato | op. 1 | San Pietroburgo | 1795       | |
| Sonate                                                   | op. 2 | San Pietroburgo | 1799 ca.   | |
| Sonate                                                   | op. 3 | San Pietroburgo | 1799 ca.   | |
| Tre sonate per violino e basso                           |       | Vienna          | 1802 ca.   | |
| Sonate per violino e basso                               |       | Mosca           | ?          | |
| Sonate per violino e basso                               |       | Lipsia          | ?          | |
| Dieci quintetti per archi                                |       |                 |            | Vienna, Gesellschaft der Musikfreunde e Österreichische Nationalbibliothek, Musiksammlung                                                        |
| Sinfonia                                                 |       |                 |            | Museo della reggia di Pavlovsk |
| Concerto per violino e orchestra                         |       |                 |            | Vienna, Gesellschaft der Musikfreunde |
| Due sonate per violino e basso                           |       |                 |            | Vienna, Gesellschaft der Musikfreunde |
| Sonata per violino e basso                               |       |                 |            | Pubblicata a San Pietroburgo |